# Powhatan (volk)
De Powhatan, die aan de oostkust van Noord-Amerika woonden ten tijde van de eerste kolonisten, waren in feite geen zelfstandig volk, maar een confederatie die bestond uit een aantal kleinere indianenvolken die samen een sterke unie vormden. Ze maakten deel uit van de Algonkin-taalfamilie. Tot ongeveer 1400 hadden de volken in een los samenwerkingsverband geleefd, maar in de jaren die volgden ijverden een aantal leiders voor een nauwere vereniging tussen hun volkeren en vormden daarmee een van de weinige Noord-Amerikaanse rijken die wel wat weg hadden van de Mexicaanse beschavingen. Geruime tijd bestond de federatie uit de Powhatans, de Arrohatecks, de Appamattucks, de Pamunkeys, de Mattaponis, en de Chiskiacks; in 1598 sloten ook de Kecoughtans zich onder zware druk van chief Powhatan bij de unie aan, die genoemd werd naar de meeste dominante stam in het gebied. De stam van Chesapeake werd nog vóór 1607 door Powhatan van de kaart geveegd.

## Geschiedenis en cultuur
Het gebied van de Powhatan-federatie, Tenakomakah genaamd, omvatte op haar grootst het gebied dat door de Engelsen zou worden omgedoopt tot  Virginia: zo’n 110.862 vierkante kilometer. De indianen hier trokken niet rond maar hadden permanente woonplaatsen, een soort steden met aarden huizen. Binnen Virginia lagen ongeveer tweehonderd steden, waarmee de Powhatan - in die tijd - het grootste indianenrijk van Noord-Amerika vormden. Aan het hoofd van de zes volken stond één leider, de Weroance (Chief). De grootste leider wiens naam is overgeleverd is Wahunsunacock (Wahunsenaca), beter bekend als Chief Powhatan, naar wie de Britten het gehele volk noemden. Powhatan was binnen zijn rijk de machtigste man, maar hij was wel verplicht de adviezen van de priesters en zijn oorlogsadviseurs op te volgen, waardoor hij nooit een absoluut heerser kon worden.
Als een van de weinige volkeren kende het systeem in Virginia een vorm van belastingen die betaald werden aan de Chief. Tachtig procent van alle opbrengsten – tarwe, maïs, pelzen, bonen – werd als schatting aan hem betaald, waarmee de leider een zeer rijk man werd. Zoals de andere bosindianen leefden de Powhatan voornamelijk van gewassen, aangevuld met jacht. Het belangrijkste gewas was maïs, dat zeer goed groeide in de vochtige grond.
De jacht werd zoals gebruikelijk alleen door de mannen bedreven en was vooral toegespitst op de overvloedig aanwezige herten en in mindere mate de rode lynx. Een veelgebruikte tactiek om de dieren te vangen was het opzetten van een hertenkop en het geluid van een verdwaald kalf na te bootsen. Andere manieren om de herten te lokken was het wegbranden van het kreupelhout waardoor bepaalde planten die herten graag lusten bloot kwamen te liggen, het plaatsen van valstrikken of het opjagen van de dieren tot ze gevangenzaten binnen een van tevoren opgezette omheining.
De jacht verschafte de indianen niet alleen vlees, maar ook kleding gemaakt van pelzen, touw van pezen en werktuigen uit de beenderen. De vrouwen bewerkten het land en verzamelden vruchten in de bossen, maar het opvoeden van de kinderen was een gedeelde taak waar de vaders een redelijk deel aan moesten bijdragen, ongeacht het geslacht van het kind.
Hout was een belangrijke grondstof voor de Powhatan. Vooral de bast van de papierberk was een veelgebruikt hulpmiddel. Deze berk, die veel voorkomt in de bossen aan de Amerikaanse oostkust, heeft tot wel negen lagen bast die waterafstotend en buigbaar zijn. In het voorjaar was de bast het zwaarst, en werd ze gebruikt om de cederhouten geraamtes van de boten te bekleden. Het hout werd voor nog een groot aantal andere doeleinden aangewend, zoals emmers, dozen, toortsen en versieringen.

## Religie
Op spiritueel niveau deelden de Powhatan veel geloofsovertuigingen met andere stammen in de beboste gebieden in het oosten. Veel natuurlijke fenomenen zoals het weer en het gedrag van dieren werden bepaald door een natuurgeest, die al het leven had geschapen. Tot deze geest werd wel gebeden, maar als dank en niet om een gunst te vragen. In de lente was er een groot feest waarbij de geest bedankt werd voor het vernieuwen van het leven en het voedsel dat het land leverde. Er was geen algemeen concept van een hiernamaals; er waren vele verschillende varianten die per volk of soms zelfs per persoon verschilden. Sommigen geloofden in een leven na de dood, anderen in reïncarnatie; er waren ook indianen die dachten dat de dood definitief het einde was.
In 1570 vestigden de Spaanse veroveraars een missiepost op hun grondgebied. In 1607 vestigden de eerste Engelsen zich in hun kolonie Jamestown op het grondgebied van de Powhatan. De indianen dolven tegen de Europese wapens al gauw het onderspit. Het grootste deel van hen werd verengelst, anderen vluchtten naar New Jersey en Delaware, waar vandaag de dag nog steeds nakomelingen van de Powhatan wonen. Hun aantallen waren in de 19e eeuw al zo sterk afgenomen dat door de Amerikaanse federale overheid nooit pogingen zijn gedaan de overgebleven indianen te verhuizen naar het Indian Territory in Oklahoma.

## Gerelateerde onderwerpen
- Cherokee
- Geschiedenis van de Verenigde Staten (1607-1763)
- Ojibweg
- Algonkische talen
- Lijst van Noord-Amerikaanse indianen